# Fritz Fries (Politiker)
Carl Friedrich Fries, genannt Fritz Fries (* 3. März 1887 in Siegen; † 25. Mai 1967 in Garmisch-Partenkirchen), war ein deutscher Unternehmer und Sozialdemokrat. Er war Mitglied im Preußischen Landtag und Regierungspräsident in Arnsberg.

## Kaiserzeit und Weimar
Als Sohn eines Fuhrmanns in Siegen geboren, blieb Fritz Fries zeitlebens seiner Heimatstadt verbunden. Fries schloss gewerbliche Berufsausbildungen zum Vorzeichner, Schlosser, Klempner und Monteur ab. Anschließend besuchte er eine Fortbildungsschule und eine staatliche Fachschule. In den Jahren 1905 bis 1911 war er selbstständiger Vorzeichner und später Monteur für die Firma „Apparate- und Konstruktionsbau Siegen“. Von 1911 bis 1914 war er Werkmeister und seit 1914 Betriebsleiter für ein Zweigwerk in Attendorn.
Seit 1912 war Fries Mitglied des Deutschen Werkmeister-Verbandes und trat im Jahr 1916 in die Sozialdemokratische Partei Deutschlands ein. Bemerkenswert ist, dass er vor einem christlichen Hintergrund (Heilsarmee) zur Sozialdemokratie stieß.
Während des Ersten Weltkrieges war Fries Soldat und wurde im November 1918 Sprecher des Soldatenrats in Siegen (zu unterscheiden vom Siegener Arbeiter- und Soldatenrat). Von 1920 bis 1923 war Fries hauptamtlicher Geschäftsführer des Deutschen Werkmeisterverbandes für Westfalen-Süd und Teile der Rheinprovinz. Außerdem war er Vertreter des Verbandes in der Bundeszentrale des Allgemeinen Deutschen Beamtenbundes sowie Beisitzer im Schlichtungsausschuss des Reichsarbeitsministeriums.
Von 1924 bis 1933 war Fries hauptberuflich Parteisekretär des SPD-Unterbezirks Siegen-Olpe-Wittgenstein. In den Jahren 1920/21 und 1927 bis 1933 gehörte er dem Vorstand des SPD-Bezirks Westliches Westfalen an. Außerdem war er Vorsitzender und Gesellschafter des Verlags der sozialdemokratischen Siegener Volkszeitung. Zwischen 1924 und 1933 war er Kreisleiter des Reichsbanners Schwarz-Rot-Gold und Vorsitzender der regionalen Eisernen Front.
Von 1919 bis 1933 war Fries Stadtverordneter in Siegen, von 1919 bis 1920 Mitglied der verfassunggebenden Preußischen Landesversammlung und anschließend bis 1933 Abgeordneter des Preußischen Landtags. Er war auch einer von drei Angehörigen des Bunds der religiösen Sozialisten Deutschlands (BRSD) im Preußischen Landtag. In Preußen dominierten im BRSD Linkssozialisten, Fries gehörte der Minderheit an. 1933 war er Mitglied im Provinziallandtag der Provinz Westfalen.
Fries stand für eine konservative Richtung innerhalb der SPD. In der Auseinandersetzung um den Bau neuer Panzerkreuzer („Kinderspeisung statt Panzerkreuzer“) standen 1928 SPD, KPD und die linksliberale DDP der Reichswehr und allen Parteien rechts von der DDP sowie einer Minderheit der Sozialdemokraten gegenüber. Zu dieser rechnete Fries sich. Er war der Ansicht, das Volksbegehren zum Panzerkreuzerbau sei kommunistisch unterwandert. Auch die Deutsche Friedensgesellschaft lehnte er wegen „demagogischer Effekthascherei“ und als antisozialdemokratisch ab. Sie sei ein Gegner wie die KPD. Innerhalb des Bunds der religiösen Sozialisten mit seinen zahlreichen Linkssozialisten war er deren Antipode, der die Bundesleitung warnte, gegenüber der SPD „unfreundlich“ zu sein (so in der Frage des Panzerkreuzerbaus). Kommunisten betrachtete Fries als „Todfeinde“, eine Qualifizierung, die zu anderen Parteien nicht überliefert ist.
Von Teilen der Literatur wird gemutmaßt, die offen zur Schau getragene Christlichkeit sei in erster Linie von politischem Kalkül bestimmt gewesen: Ihm sei klar gewesen, „dass im Siegerland mit atheistischen Reden, die in anderen Regionen die Agitation prägten, nichts zu gewinnen“ gewesen sei. Ein religiös getönter Auftritt sei hier angebracht gewesen.

## Nationalsozialismus
Nach dem regionalen Machtübergang an die Nationalsozialisten ließ Oberbürgermeister Alfred Fissmer, ein Förderndes Mitglied der SS, seinen Gegner Fries am 7. April 1933 verhaften, weil er die Siegener SA und SS beleidigt habe. Fries bestritt nicht, dass SA und SS beleidigt worden seien, wohl aber, dass er selbst daran beteiligt gewesen sei. Erfolglos bat er darum, aufgrund seiner militärischen Auszeichnungen und seiner schwachen Gesundheit, entlassen zu werden. Er wurde dann für sechs Wochen in Siegburg inhaftiert und nach Intervention durch den Gauinspekteur Walter Heringlake, einen Siegener, mit dem er persönlich gut bekannt war, entlassen. Er war seit 1933 als selbständiger Handwerksmeister tätig. 1939 wurde er u. k. gestellt und von dem nationalsozialistischen Oberbürgermeister, der ihn hatte festnehmen lassen, mit umfangreichen Installationsaufträgen für sieben Großbunker und zwei Krankenhausbunker beauftragt. Nach dem 20. Juli 1944 wurde er zum „Bunkerbeauftragten“ der Stadt Siegen bestellt. Diese Funktion, die ihn unangreifbar machte, verdankte er nach eigenen Angaben mehreren Alten Parteigenossen, die sich für ihn einsetzten, darunter dem Kreisleiter, sowie dem nationalsozialistischen Oberbürgermeister. Der vormalige Gauinspekteur, der bereits 1933 für ihn eingetreten war, habe ihm in dieser Zeit „geschäftlich geholfen […], wo er konnte“, teilte Fries später im Entnazifizierungsverfahren des Gauinspekteurs mit.
Fries’ Biografie im Nationalsozialismus begleitet Ungeklärtes. So hieß es,
- es habe eine – nach Urheber und Inhalt nicht näher bestimmte – Absicht bestanden, Fries nach seiner Entlassung aus Siegburg „auf der Flucht erschießen zu lassen“. So äußerte sich 1949 im „SA-Prozess“ als Hauptangeklagter der Führer eines berüchtigten Siegerländer SA-Schlägerkommandos („Rollkommando Odendahl“[9]). Er habe dann dafür gesorgt, dass Fries „geschont“ worden sei. Belege für die Stichhaltigkeit der offenkundigen Schutzbehauptung legte er nicht vor. Es gibt sie bis heute nicht.[10]
- Fries habe mit der Gestapo zusammengearbeitet. Tatsächlich hatte er sich in einem ständigen Kontakt mit der Siegener Außenstelle der Gestapo Dortmund befunden. Er selbst hatte dazu erklärt, unter Bewachung gestanden zu haben. In einem Verfahren vor dem Landgericht Siegen wurde die Behauptung einer Kooperation zurückgewiesen und einer ihrer Verbreiter wegen übler Nachrede verurteilt.[11] Indessen wandte sich 1949 der nach einem Endphaseverbrechen (Erschießung eines Zwangsarbeiters) in die Illegalität abgetauchte, früher für Fries zuständig gewesene Gestapobeamte Wilhelm Bültmann,[12] der während der Vorladungen sein regelmäßiger Gesprächspartner gewesen war, vertrauensvoll an ihn, um die Möglichkeiten einer Rückkehr in die alte Identität und die Prozessaussichten auszuloten.[13]

## Nach dem Ende des Nationalsozialismus
Im April 1945 ernannte die US-Militärregierung Fries zum Landrat des Kreises Siegen. Wenig später wurde er kurzzeitig (bis Ende Mai 1945) von der nachfolgenden britischen Militärregierung zum Oberbürgermeister von Siegen ernannt. Als solcher war er an der Gründung des Westfälischen Landkreistages beteiligt.
Vom 1. Juni 1945 bis zum 31. Juli 1949 war Fries erster Präsident des Regierungsbezirks Arnsberg nach dem Ende des Zweiten Weltkrieges. Am Wiederaufbau von Verwaltung, Verkehr und anderen Bereichen wirkte er maßgeblich mit. Unter anderem beschäftigte er sich mit der Integration der Kriegsversehrten, Heimatvertriebenen und Heimkehrer. Außerdem befasste er sich mit Problemen der Entnazifizierung, die er vor allem in der Anfangsphase wesentlich entschlossener anging als die anderen Regierungspräsidenten Nordrhein-Westfalens und schon im Mai 1945 die sofortige Entlassung der „Alten Kämpfer“ aus dem öffentlichen Dienst anordnete. 1945 war er kurzzeitig auch Vorsitzender des Aufsichtsrates der Vereinigte Elektrizitätswerke Westfalen. Zudem gehörte er 1949 der ersten Bundesversammlung an, die Theodor Heuss zum Bundespräsidenten wählte.
Stets um einen volkstümlichen Siegerländer Ton bemüht, hielt er zugleich nach außen Abstand gegenüber den britischen Militärangehörigen wie auch gegenüber den Zuwanderern aus dem Osten. Er beklagte in einer programmatischen Rede 1946 den Verlust „des vielgepriesenen deutschen Stolzes“ bei Frauen, die sich auf Beziehungen zu Angehörigen der Besatzungsstreitkräfte einließen. Sie sollten sich fragen, wie tief sie gesunken seien. Er warnte sie und die Siegerländer Partnerinnen von Ostzuwanderern vor der Syphilis, die auf dem Weg aus dem Osten bereits zur „Volksseuche“ geworden sei. Generell bestehe die Gefahr, dass die Zuwanderer aus der SBZ, Österreich und den osteuropäischen Staaten Seuchen einschleppten.
Gleichzeitig betonte er in seiner Darstellung des Übergangs in die Situation nach dem Zusammenbruch des NS-Regimes, wie sehr die regionale Bevölkerung „bis weit in aktive Nazikreise hinein“ „das Erscheinen der Besatzungstruppen als befreiende Tat erwartet und begrüßt“ habe, eine Lesart, die von der Realität der Endphase sehr stark abweicht.
Am 22. März 1950 löste Hubert Biernat Fries als Regierungspräsident in Arnsberg ab, der nun vornehmlich als Geschäftsführer seines Unternehmens, der Fritz Fries KG, tätig war. Er blieb allerdings weiterhin Mitglied im Aufsichtsrat der Stahlwerke Südwestfalen (vorher: Hüttenwerke Geisweid).
Am 3. März 1957 verlieh der nordrhein-westfälische Innenminister Hubert Biernat Fries das Große Bundesverdienstkreuz. Die Laudatio hielt der Siegerländer Unternehmer Bernhard Weiss.